# František Xaver Gruss
František Xaver Gruss (13. května 1820 Jablonné – 6. srpna 1867 Hradec Králové) byl římskokatolický duchovní, kanovník při katedrále sv. Ducha v Hradci Králové.
Dne 15. července 1845 byl vysvěcen na kněze. Do roku 1851 byl obřadníkem biskupa Karla Hanla. Poté půl roku učil náboženství na gymnáziu v Hradci Králové. V listopadu 1852 se stal místoředitelem (zástupcem ředitele) biskupského semináře v Hradci Králové, v prosinci 1859 konsistorním radou. V roce 1860 byl jmenován ředitelem (rektorem) bohosloveckého semináře Borromeum v Hradci Králové. Byl i radou církevního soudu.
Byl pohřben na hřbitově v Pouchově.